# Admiral Graf Spee
La Admiral Graf Spee fu un incrociatore pesante della classe Deutschland che servì nella Kriegsmarine tedesca durante la seconda guerra mondiale. I tedeschi classificarono inizialmente le navi di questa classe come corazzate (Panzerschiff in tedesco), per poi riclassificarle come incrociatori pesanti (Schwere Kreuzer) nel 1940; i britannici, invece, le classificarono come corazzate tascabili (Pocket Battleship in inglese), appellativo che poi è rimasto come caratteristico delle navi di questa classe.
L'Admiral Graf Spee è passata alla storia per aver sostenuto la prima battaglia navale tra la Kriegsmarine e la Royal Navy durante la seconda guerra mondiale conosciuta come battaglia del Río de la Plata, presso Montevideo, conclusasi con l'autoaffondamento della corazzata. 

## Vita operativa
Impostata nei cantieri Marinewerft di Wilhelmshaven il 1º ottobre 1932, la nave venne varata il 30 giugno 1934 con il nome di Admiral Graf Spee, in onore dell'ammiraglio della prima guerra mondiale Maximilian von Spee, che morì nella battaglia delle Falkland l'8 dicembre 1914. Fu la seconda nave a prendere il nome da lui dopo la SMS Graf von Spee, un incrociatore da battaglia tedesco della prima guerra mondiale rimasto incompleto. Venne designata come nave ammiraglia della Kriegsmarine il 21 maggio 1935, e mantenne tale incarico fino all'entrata in servizio della Gneisenau.
Venne ideata, insieme alle gemelle Deutschland e Admiral Scheer, con il piano, poco meno che segreto, di stivare quanta più possibile potenza di fuoco e bocche da fuoco nel minor spazio possibile. Aveva una murata spessa 12 cm come le grandi navi da battaglia, ma, anziché essere costruita con chiodi, era saldata a filo con una riduzione notevole del peso, fu dotata inoltre di metodi di evasione e difesa alternativi e altrettanto efficaci: su di essa furono sperimentati i primi motori Diesel marini ad alte prestazioni, quando ancora la maggior parte delle navi di simile stazza erano propulse a vapore; fu dotata del primo sistema radar all'avanguardia per quei tempi e di un congegno automatizzato di telemetria e guida al tiro per le torrette dei cannoni che aveva dell'avveniristico per l'epoca.
Il primo impiego operativo dell'incrociatore avvenne durante la guerra civile spagnola; la Graf Spee fece parte (dal 27 giugno al 7 agosto 1937) di una squadra navale internazionale incaricata di contrastare il contrabbando di armi. Nel 1938 l'incrociatore prese parte ad alcune crociere addestrative in Atlantico, visitando Tangeri e Vigo; una seconda crociera addestrativa dall'aprile al maggio del 1939 portò la Graf Spee a visitare Ceuta e Lisbona.

### Operazioni in Atlantico

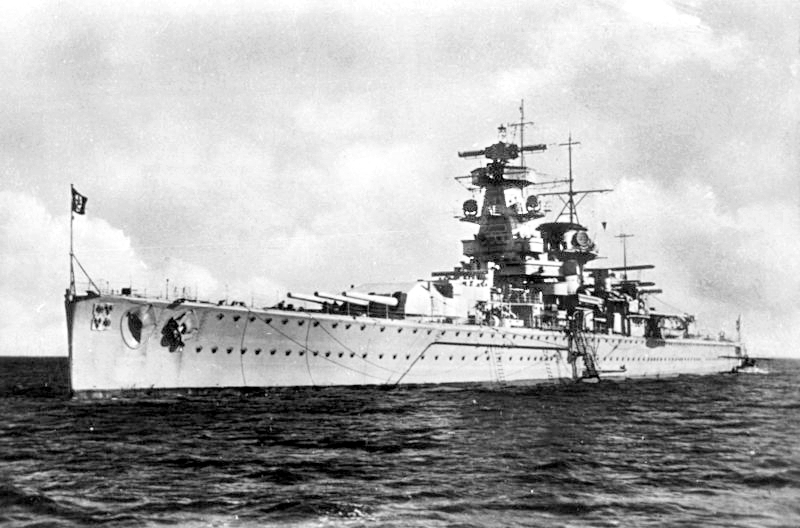
L'Admiral Graf Spee in navigazione

Alle prime avvisaglie dello scoppio della seconda guerra mondiale, la Graf Spee salpò dal porto di Wilhelmshaven il 21 agosto 1939, con al comando il capitano di vascello Hans Langsdorff (che aveva assunto tale incarico sin dal novembre 1938), veterano della prima guerra mondiale, discendente dalla migliore scuola di guerra di stampo prussiano; la zona di operazioni designata per l'incrociatore era l'Atlantico meridionale, tra l'isola di Sant'Elena e la costa del Brasile. La Graf Spee ricevette l'autorizzazione ad attaccare i convogli navali britannici il 3 settembre 1939, giorno della dichiarazione di guerra alla Germania da parte di Regno Unito e Francia.
Effettuato il primo rendez-vous con la nave appoggio Altmark, che avrebbe incrociato a notevole distanza eccetto che nei brevi incontri in posizioni prestabilite per il rifornimento di provviste e combustibile, la Admiral Graf Spee adottò una serie di misure per camuffare la propria identità: il nome originale venne eliminato dalle fiancate e sostituito con il nome fittizio di Admiral Sheer, mentre la sagoma della nave venne mutata di aspetto con la costruzione di fumaioli e torrette posticci, con l'intenzione di confondere le informazioni del nemico sulla sua presenza nell'Atlantico del Sud.
Il 30 settembre la Graf Spee fece la sua prima vittima, intercettando e affondando la nave da carico britannica Clement al largo delle coste del Brasile. Il 7 ottobre fu la volta di altri due mercantili, la Ashlea e la Newton Beech, alle quali fece seguito il 17 ottobre la Huntsman e cinque giorni più tardi la Trevanion. Nel compiere queste azioni, Langsdorff si attenne scrupolosamente alle regole del diritto internazionale: i mercantili nemici vennero fermati facendo un uso minimo della forza, i documenti controllati e l'equipaggio messo in salvo prima di affondare il bastimento. I prigionieri comuni venivano poi trasbordati il prima possibile sulla Altmark, mentre gli ufficiali rimanevano alloggiati sulla Graf Spee; il capitano Langsdorff curò personalmente che tutti i prigionieri venissero trattati con il massimo rispetto, venissero alloggiati dignitosamente e venisse loro fornito un minimo di svago. La correttezza di Langsdorff verso i prigionieri venne riconosciuta dai prigionieri stessi nelle loro memorie.
A ottobre inoltrato, Langsdorff decise di dirigersi verso l'oceano Indiano, per far perdere le sue tracce al nemico. Il 15 novembre, la Graf Spee affondò la petroliera britannica Africa Shell al largo della costa del Mozambico; gli ufficiali vennero presi prigionieri, ma Langsdorff lasciò che il resto dell'equipaggio raggiungesse la terraferma, in modo che i britannici, informati dell'accaduto, concentrassero le loro ricerche nell'oceano Indiano. Ormai sulle tracce della Graf Spee erano stati mobilitati otto gruppi navali, compresa la portaerei HMS Ark Royal e l'incrociatore da battaglia HMS Renown. Langsdorff riportò la sua nave in Atlantico, e il 2 dicembre affondò il mercantile Doric Star al largo delle coste dell'Africa occidentale; il marconista della Doric Star continuò a comunicare la propria posizione fino a quando fu possibile, e ciò permise alla Squadra da Caccia G britannica di avere una prima idea della posizione della Graf Spee.
La Graf Spee fece quindi rotta verso le coste del Sudamerica per compiere un'incursione nel corridoio davanti a Buenos Aires, molto trafficato. Il 3 dicembre affondò la nave da carico Tairoa, prima di incontrarsi, il 6 dicembre, con la Altmark, sulla quale vennero trasbordati tutti i prigionieri (ormai più di 300). Il 7 dicembre la Graf Spee fece la sua ultima vittima, il piccolo piroscafo Streonshalh, portando così il totale a nove mercantili affondati per complessive 50.147 tonnellate di stazza lorda.

### La battaglia del Rio de la Plata

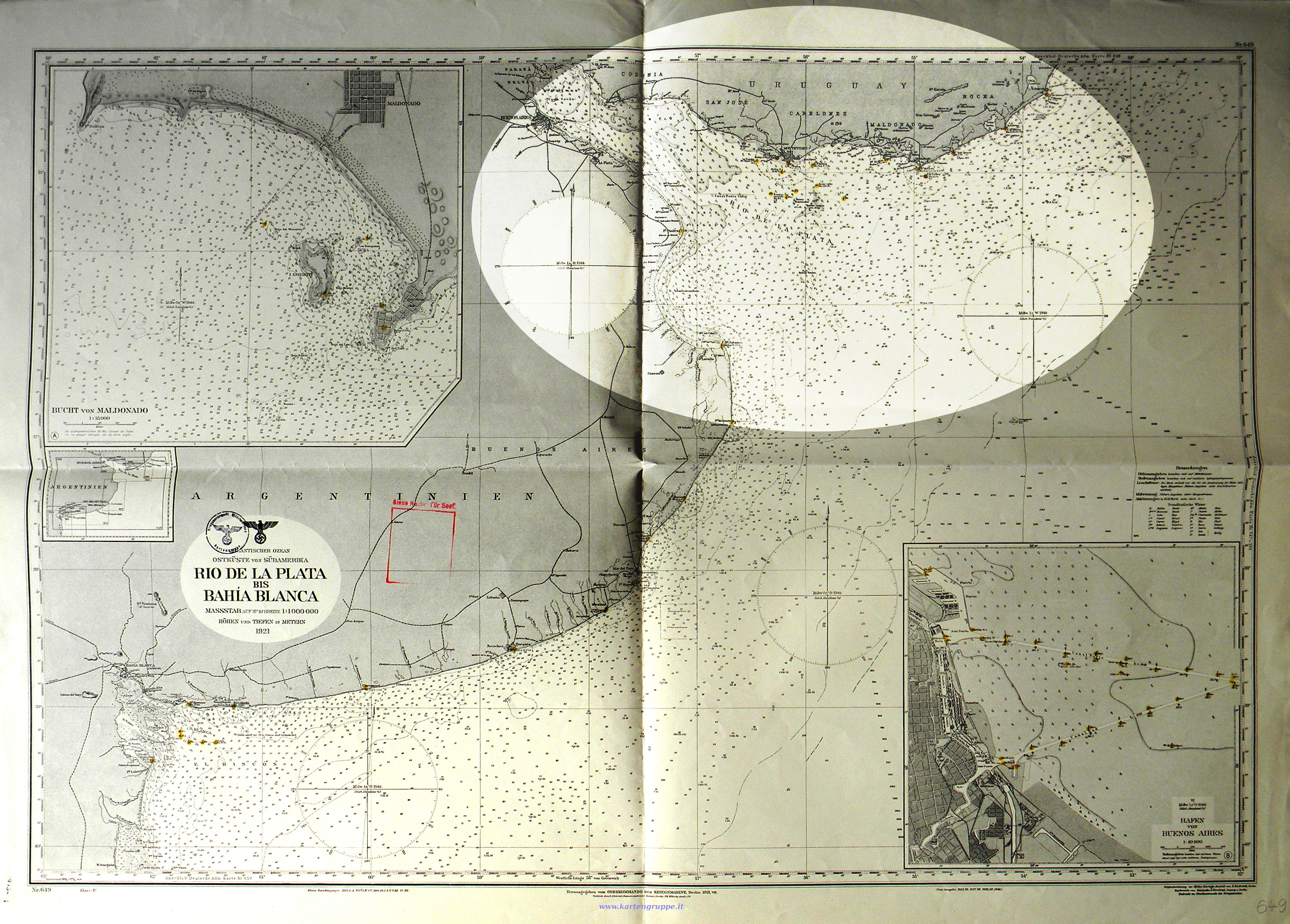
Admiral Graf Spee, carta nautica originale della Kriegsmarine relativa all'area delle fasi finali della battaglia e dell'affondamento

La mattina del 13 dicembre 1939, le vedette della Graf Spee avvistarono alcune navi da guerra all'orizzonte. Erano le navi della Squadra da Caccia G della Royal Navy, al comando del commodoro Henry Harwood: l'incrociatore pesante HMS Exeter, e gli incrociatori leggeri HMS Aiax (ammiraglia di Harwood) e HMNZS Achilles (la quarta nave della formazione, l'incrociatore pesante HMS Cumberland, era in riparazione alle isole Falkland). La squadra inglese stava incrociando in quelle acque fin dal giorno precedente: grazie alle informazioni trasmesse dalla Doric Star, Hartwood aveva potuto stimare la posizione dell'incrociatore tedesco, e prevedere così il suo avvicinamento al Río de la Plata, un obbiettivo molto invitante per una nave corsara per via del suo intenso traffico mercantile. L'avvistamento delle navi britanniche colse di sorpresa la Graf Spee, in quanto il suo idrovolante da ricognizione si trovava in riparazione per via di una avaria al motore. Nonostante gli ordini di Langsdorff prevedessero di evitare il contatto con navi da guerra nemiche, il capitano tedesco scelse di accettare il combattimento.

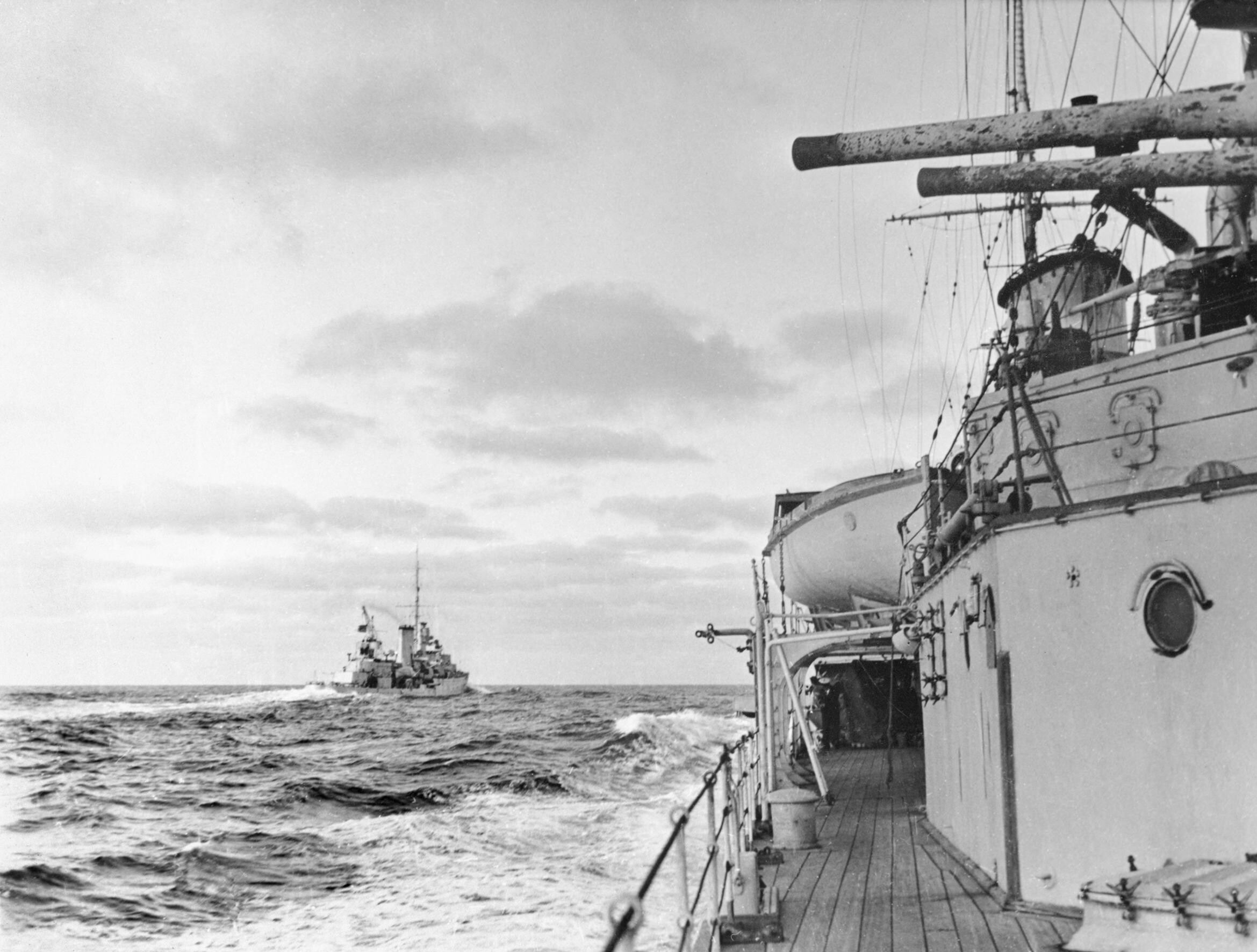
Gli incrociatori leggeri britannici HMS Achilles e HMS Ajax durante l'inseguimento all'Admiral Graf Spee

Quella che seguì divenne nota come battaglia del Río de la Plata, e fu la prima vera battaglia navale della seconda guerra mondiale. In circa un'ora e mezzo di combattimento, i cannoni di grosso calibro della Graf Spee danneggiarono gravemente l'incrociatore Exeter, ma la nave riportò anch'essa dei danni, che convinsero Langsdorff a rompere il contatto e ad allontanarsi dalla squadra britannica. Tallonata dall'Ajax e dall'Achilles, la Graf Spee si diresse verso la terraferma del vicino Uruguay. Poco prima di mezzanotte del 14 dicembre 1939, la Graf Spee approdò al porto di Montevideo, mentre gli incrociatori britannici si fermavano al limite delle acque territoriali uruguaiane. La decisione di Langsdorff di interrompere il combattimento e di rifugiarsi nel porto di Montevideo fu oggetto di molte critiche, sia all'epoca sia successivamente. Alcuni storici rilevano come la Graf Spee fosse ancora in grado di combattere: la nave tedesca era stata colpita venti volte (con due colpi da 203 mm e diciotto da 152 mm), ma gli unici danni gravi (oltre alla perdita di 37 membri dell'equipaggio) erano una falla di 180x90 cm sopra la linea di galleggiamento e un guasto ai montacarichi di alimentazione dei cannoni secondari; la nave disponeva ancora di sufficienti riserve di munizioni (era stato sparato il 67% dei colpi da 280 mm, ma le riserve dei calibri inferiori erano più cospicue) nonché di carburante (quasi il 75% del totale). Altri storici sostengono però che la decisione di approdare a Montevideo fosse inevitabile, in quanto una cannonata britannica aveva distrutto i serbatoi di acqua dolce, privando quasi totalmente la nave di questa risorsa (l'impianto di dissalazione installato a bordo era appena sufficiente a soddisfare i bisogni dei motori).

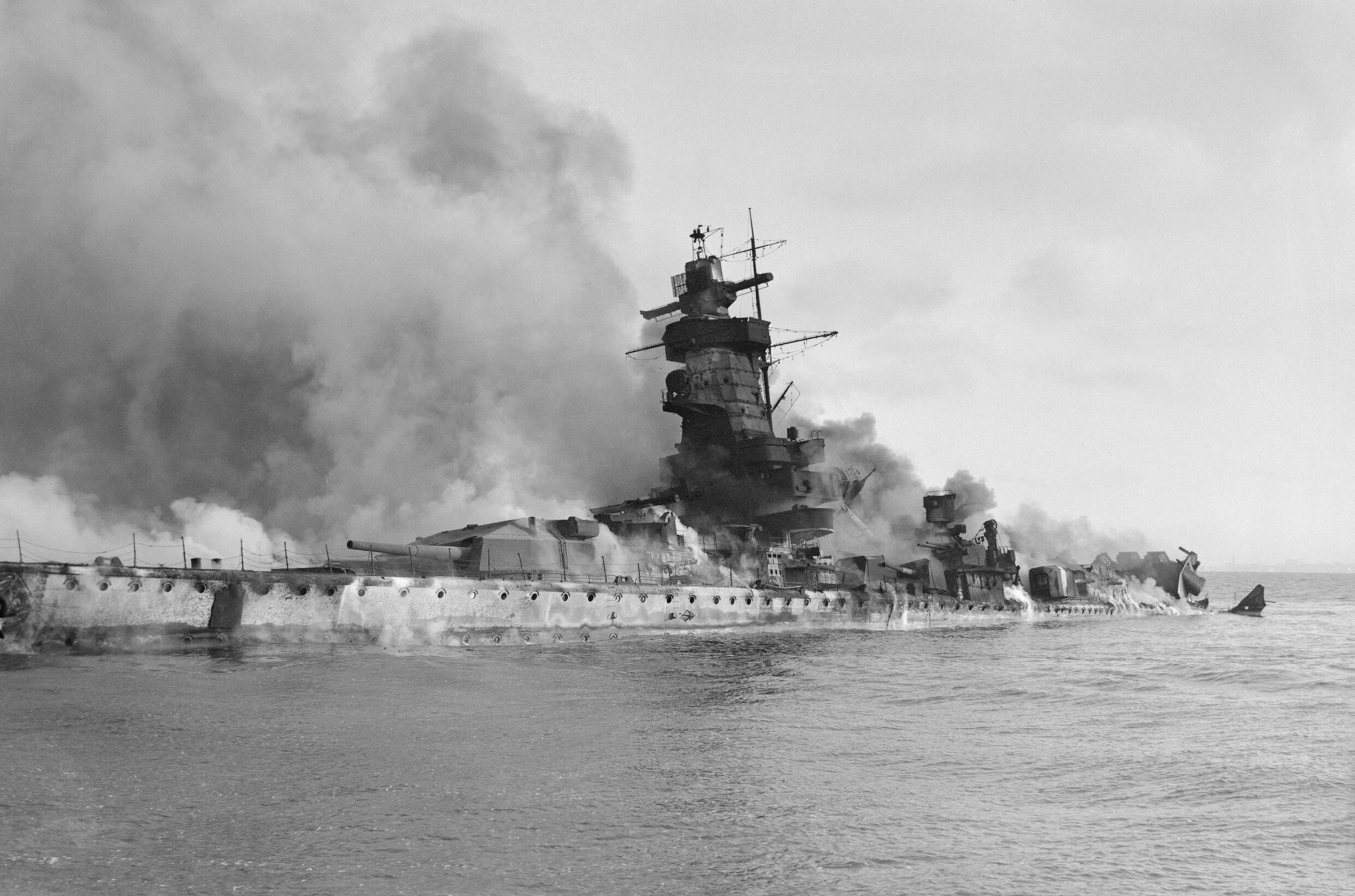
La Admiral Graf Spee in fiamme

Mentre Langsdorff (che nel combattimento aveva riportato una ferita al braccio sinistro e una lieve commozione cerebrale) scendeva a terra per partecipare ai funerali dei 37 membri dell'equipaggio della Graf Spee caduti in battaglia, si aprì una accesa disputa diplomatica tra i rappresentanti tedeschi e britannici presso il governo uruguaiano (in quel momento ancora neutrale) circa il tempo massimo da concedere alla Graf Spee per rimanere a Montevideo. Dietro richiesta di Langsdorff, l'ambasciatore tedesco chiese il permesso di restare due settimane, tempo giudicato sufficiente per riparare completamente la Graf Spee; i britannici chiesero che il permesso fosse limitato a 24 ore, ma in seguito si dimostrarono più propensi a concedere un lasso di tempo maggiore, per permettere ad altre navi da guerra di avvicinarsi al Rio de la Plata. Dopo che una commissione di tecnici ebbe visitato la nave, il governo uruguaiano concesse alla Graf Spee di rimanere in porto per non più di 72 ore, tempo giudicato sufficiente per riparare i danni più gravi; alla scadenza, la nave, in conformità alle regole internazionali, sarebbe stata posta in disarmo e l'equipaggio internato.

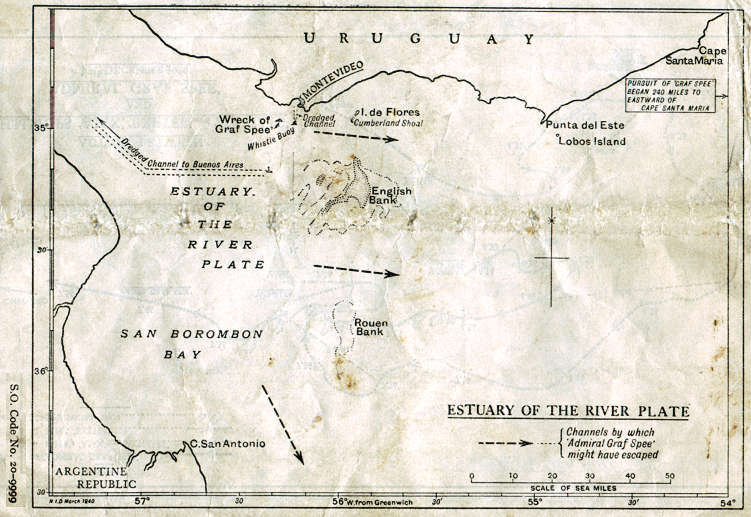
Mappa che segna la posizione del relitto della Graf Spee

Il termine delle 72 ore venne giudicato da Langsdorff insufficiente per rimettere in sesto la Graf Spee perché potesse affrontare l'oceano; inoltre, i britannici emisero falsi segnali radio con cui comunicavano l'avvicinarsi al Rio de la Plata della Ark Royal e della Renown, che invece si trovavano ancora al largo della costa del Brasile. In considerazione di ciò, e nonostante da Berlino Adolf Hitler lo invitasse ad accettare il combattimento, Langsdorff decise, d'accordo con i suoi ufficiali, di autoaffondare la nave.
Il 17 dicembre 1939, a poche ore dallo scadere dell'ultimatum uruguaiano, la Graf Spee lasciò il porto di Montevideo con a bordo Langsdorff e un equipaggio ridotto al minimo, seguita dal mercantile tedesco Tacoma (che si trovava per caso nel porto) e da due piccoli rimorchiatori argentini affittati dall'ambasciata tedesca, che trasportavano il resto dell'equipaggio; la partenza della Graf Spee venne osservata da una numerosa folla accalcata sulle banchine del porto, nonché da alcuni radiocronisti che da giorni seguivano la vicenda. Giunta al limite delle acque territoriali, la Graf Spee calò l'ancora in un punto dove il fondale era basso, mentre Langsdorff e i suoi uomini si trasferivano su uno dei rimorchiatori. Poco dopo, una serie di potenti esplosioni squarciò la nave, che bruciò fino alla mattina seguente, quando si inabissò definitivamente.
Il Tacoma e i rimorchiatori trasferirono l'equipaggio della Graf Spee a Buenos Aires, dove fu internato dalle autorità argentine fino alla conclusione della guerra. La sera del 19 dicembre 1939, in una stanza dell'Arsenale di Buenos Aires, Langsdorff si suicidò con la sua pistola di ordinanza, avvolto nella bandiera della vecchia marina imperiale tedesca.
Verrà seppellito nel Cimitero della Chacarita a Buenos Aires.